# 独立大学・学校認定協議会
独立大学・学校認定協議会（どくりつだいがく・がっこうにんていきょうぎかい、Accrediting Council for Independent Colleges and Schools, ACICS）は、かつて2022年までアメリカ合衆国教育省から独立した自治的高等教育認証機関として公認されていた、非営利の教育組織。2017年までは、高等教育アクレディテーション協議会 (CHEA) からも公認を得ていた。

## 沿革
ACICS は、アイオワ州デモインで Capital City Commercial College の学長を務めていた、ベンジャミン・フランクリン・ウィリアムズ (Benjamin Franklin Williams) の求めに応じる形で創設された。
一時期には、在来型の学校教育か遠隔教育かを問わず、学部教育や大学院をおこないディプロマや学位を発行する高等教育機関 245団体に認証を与えていた。ACICS はバージニア州に団体登録され、ワシントンD.C.に事務所を構えて運営されていた。教育省や CHEA が認めていた ACICS の認証が及ぶ範囲は、営利か非営利かを問わず、中等教育修了者を対象とする私立の機関で、「専門的、技術的ないし職業的キャリアの訓練ないし教育のため (designed to train and educate persons for professional, technical, or occupational careers)」学位授与を伴わない課程、ないしは短期大学士、学士、修士の課程を設けるものに限られていた。

### 政府による調査と認証権限の取り消し
2010年、アメリカ合衆国議会による営利教育への調査に際して、ACICS は情報を提供した。ACICS は、認証を与えている機関における学生の残留率は 75% 以上となることを求めていると報告した。この残留率は、一学年度のうちに計算されるものである。2015年、ACICSが認証を与えていた営利団体のひとつであったコリンシアン・カレッジズが突然破綻したのを受けて、ACICS は厳格な調査の対象とされた。アメリカ合衆国上院に置かれた小委員会は、2015年11月に、ACICS へ情報提供を求めた。5か月後、12州の州検事総長が、教育省に対して、ACICS に与えられている連邦政府公認の認証機関としての認定を取り消すよう求めた。金融消費者保護局は、連邦裁判所に対し、ACICS が「論議のある営利大学チェーン複数について承認するとした決定 (its decision to approve several controversial for-profit college chains)」に関する情報を提出するよう命じてほしいと求める請願を出し、ACICS の会長であったアル・グレイ (Al Gray) は辞任した。
調査は2016年にも続けられ、ACICS が認証を与えていた大規模な営利教育団体のひとつであったITTテクニカル・インスティテュートが、州政府や連邦政府の各局から集中砲火を浴びるようになると、調査はより厳しいものとなり、このチェーンは結局2016年に閉鎖され、破産を宣言された。かねてから ACICS を批判していた上院議員のエリザベス・ウォーレンは、6月にこの認証機関に対する批判的な報告を公表した。数日後、教育省は正式に、認証機関としての認定の取り消しを勧告した。
2016年9月、教育省の担当者から ACICS に宛てて、「当局は、全国的に認定された認証機関としての ACICS への認定を終了する。ACICS の既往の記録は、諸問題すべてに効果的に対処できるという信頼感を引き起こすものではない。(I am terminating the department's recognition of ACICS as a nationally recognized accrediting agency. ACICS's track record does not inspire confidence that it can address all of the problems effectively)」とする書簡が送られた。ACICS は直ちにこの決定を不服として、30日以内に認められている教育長官ジョン・キング・ジュニアへの異議申し立てを行うと表明したが、決定に対する ACICS の申し立てを却下され、その後 ACICS は教育省を相手取って訴えを起こした。教育長官は、教育省による ACICS への認証機関としての認定を2016年12月に最終的に無効としたが、ACICS による提訴を受け、判事は2018年3月に、教育長官ベッツィ・デヴォスに対して決定を見直すよう命じたが、これはキングが証拠類をいっさい顧みなかったことを踏まえていた。その後、デヴォスは、教育省による認証機関としての認定を復活させた。
教育省による認証機関としての認定は続いたが、その地位に疑義が呈されたことで、数多くの団体が組織から退いていった。また同時に、かつて ACICS の認証を得ていた団体の多くが、閉鎖されていった。会員校を失ったことに加え、訴訟や法的手続きなどの経費がかさんだため、組織は財政的困難に直面し、2019年には 210万ドルの損失を出すに至った。教育省は、訴訟を受けて ACICS の認定を復活させたが、CHEA は認定を復活させなかったため、ACICS は CHEA への加盟申請を2020年はじめに取り下げた。2020年春には、『USAトゥデイ』紙が、学生も教授陣も存在していないレーガン・ナショナル大学 (Reagan National University) に ACICS が認証を与えていたことを報じ、ACICS をめぐる様々なスキャンダルが最高潮に達した。
2021年にジョー・バイデンがアメリカ合衆国大統領に就任すると、教育省は再び ACICS の認定を取り消す方向に動き、1月には教育省幹部が取り消しを勧告し、大学の質に関する国家諮問委員会は3月に取り消しを勧告した。6月2日、教育省は認定を取り消し、ACICS は、教育長官ミゲル・カルドナに異議申し立てをした。
2022年8月19日、教育省は ACICS の高等教育認証機関としての認定を取り消し、教育に関する連邦補助金を監督する役割を失わせた。この時点で、ACICS が認証していた機関は 27校あり、その在学生はのべ5000人以上いた。
ACICS のウェブサイトは、2024年3月に、3月1日付で認証活動が無効になったと告知した後、5月にリンク切れとなった。